# Zwrot stosunkowy
Zwrot stosunkowy – wypowiedź kwalifikująca określone zachowanie organu administracji publicznej jako zgodne/niezgodne z określoną normą prawną. Sformułowanie takiego zwrotu jest celem postępowania administracyjnosądowego.
Kwalifikacji takiej dokonuje się w oparciu o normę odniesienia.